# Gentleman (chanteur)
Pour les articles homonymes, voir Gentleman (homonymie).
Gentleman, de son vrai nom Otto Tillman, est un chanteur allemand de reggae né en 1975 à Osnabrück en Allemagne mais qui a vécu toute sa vie à Cologne.

## Biographie
Depuis toujours, Tilman baigne dans la musique grâce à son frère, mais ce n’est qu’à 17 ans, après un voyage en Jamaïque, que sa réelle passion, la musique reggae, nait. En plus de la musique, il s’intéresse à la vie et à la langue jamaïcaine. De retour en Allemagne, il peut faire part de son expérience dans différents groupes.
Tout au long de voyages et de tournées avec ces groupes, Gentleman se crée une réputation scénique. Mais le succès ne viendra vraiment qu’en 2001 avec Leave us alone. Suit alors la sortie de l'album Journey to Jah, album sur lequel se trouvent entre autres les morceaux Dem Gone et Runaway, un album où Gentleman fit beaucoup de duo (avec Capleton et Junior Kelly par exemple).
Puis, deux ans plus tard (entrecoupés de la sortie d'un DVD live Gentleman & The Far East Band Live en 2003), sort l'album Confidence, sur lequel se trouvent entre autres Superior, Intoxication ou encore Rumours, une fois encore, Gentleman s'entoure bien avec la présence notamment de Ras Shiloh, Anthony B, Barrington Levy, ....
Ensuite, Gentleman  fait des tournées, sort un album Live et un single de Runaway. Entre 2005 et 2007, il fait des concerts et sortit un single intitulé Different Places. Puis en 2007, Gentleman sort son quatrième album du nom d'Another Intensity où l'on retrouve comme à son habitude, de nombreux featurings.
Le chanteur de reggae Franco-réunionnais Karl Appela, plus connu en France sous le nom de Blacko, a repris une chanson de Gentleman intitulée Serenity pour y ajouter sa voix mais ceci n'est pas un réel featuring à proprement parler.